# Llista d'asteroides/165301-165400
| Nom              | Designació provisional | Data de descobriment   | Lloc de descobriment | Descobridor/s |
| ---------------- | ---------------------- | ---------------------- | -------------------- | ------------- |
| 165301 -         | 2000 US3               | 24 d'octubre de 2000   | Socorro              | LINEAR        |
| 165302 -         | 2000 UK10              | 24 d'octubre de 2000   | Socorro              | LINEAR        |
| 165303 -         | 2000 UO20              | 24 d'octubre de 2000   | Socorro              | LINEAR        |
| 165304 -         | 2000 UV20              | 24 d'octubre de 2000   | Socorro              | LINEAR        |
| 165305 -         | 2000 UO22              | 24 d'octubre de 2000   | Socorro              | LINEAR        |
| 165306 -         | 2000 US23              | 24 d'octubre de 2000   | Socorro              | LINEAR        |
| 165307 -         | 2000 UC25              | 24 d'octubre de 2000   | Socorro              | LINEAR        |
| 165308 -         | 2000 UY26              | 24 d'octubre de 2000   | Socorro              | LINEAR        |
| 165309 -         | 2000 UU28              | 30 d'octubre de 2000   | Socorro              | LINEAR        |
| 165310 -         | 2000 UP36              | 24 d'octubre de 2000   | Socorro              | LINEAR        |
| 165311 -         | 2000 UE46              | 24 d'octubre de 2000   | Socorro              | LINEAR        |
| 165312 -         | 2000 UH51              | 24 d'octubre de 2000   | Socorro              | LINEAR        |
| 165313 -         | 2000 US54              | 24 d'octubre de 2000   | Socorro              | LINEAR        |
| 165314 -         | 2000 UC57              | 25 d'octubre de 2000   | Socorro              | LINEAR        |
| 165315 -         | 2000 UT57              | 25 d'octubre de 2000   | Socorro              | LINEAR        |
| 165316 -         | 2000 UU65              | 25 d'octubre de 2000   | Socorro              | LINEAR        |
| 165317 -         | 2000 UT71              | 25 d'octubre de 2000   | Socorro              | LINEAR        |
| 165318 -         | 2000 UH72              | 25 d'octubre de 2000   | Socorro              | LINEAR        |
| 165319 -         | 2000 UJ72              | 25 d'octubre de 2000   | Socorro              | LINEAR        |
| 165320 -         | 2000 UX72              | 25 d'octubre de 2000   | Socorro              | LINEAR        |
| 165321 -         | 2000 UC74              | 27 d'octubre de 2000   | Socorro              | LINEAR        |
| 165322 -         | 2000 UN77              | 24 d'octubre de 2000   | Socorro              | LINEAR        |
| 165323 -         | 2000 UD78              | 24 d'octubre de 2000   | Socorro              | LINEAR        |
| 165324 -         | 2000 UK80              | 24 d'octubre de 2000   | Socorro              | LINEAR        |
| 165325 -         | 2000 UU87              | 31 d'octubre de 2000   | Socorro              | LINEAR        |
| 165326 -         | 2000 UB91              | 25 d'octubre de 2000   | Socorro              | LINEAR        |
| 165327 -         | 2000 UQ91              | 25 d'octubre de 2000   | Socorro              | LINEAR        |
| 165328 -         | 2000 UY92              | 25 d'octubre de 2000   | Socorro              | LINEAR        |
| 165329 -         | 2000 UV96              | 25 d'octubre de 2000   | Socorro              | LINEAR        |
| 165330 -         | 2000 UM105             | 29 d'octubre de 2000   | Socorro              | LINEAR        |
| 165331 -         | 2000 UX106             | 30 d'octubre de 2000   | Socorro              | LINEAR        |
| 165332 -         | 2000 VS                | 1 de novembre de 2000  | Kitt Peak            | Spacewatch    |
| 165333 -         | 2000 VT5               | 1 de novembre de 2000  | Socorro              | LINEAR        |
| 165334 -         | 2000 VX6               | 1 de novembre de 2000  | Socorro              | LINEAR        |
| 165335 -         | 2000 VZ11              | 1 de novembre de 2000  | Socorro              | LINEAR        |
| 165336 -         | 2000 VS15              | 1 de novembre de 2000  | Socorro              | LINEAR        |
| 165337 -         | 2000 VX16              | 1 de novembre de 2000  | Socorro              | LINEAR        |
| 165338 -         | 2000 VC17              | 1 de novembre de 2000  | Socorro              | LINEAR        |
| 165339 -         | 2000 VA18              | 1 de novembre de 2000  | Socorro              | LINEAR        |
| 165340 -         | 2000 VC24              | 1 de novembre de 2000  | Socorro              | LINEAR        |
| 165341 -         | 2000 VN30              | 1 de novembre de 2000  | Socorro              | LINEAR        |
| 165342 -         | 2000 VA31              | 1 de novembre de 2000  | Socorro              | LINEAR        |
| 165343 -         | 2000 VJ37              | 1 de novembre de 2000  | Socorro              | LINEAR        |
| 165344 -         | 2000 VB47              | 3 de novembre de 2000  | Socorro              | LINEAR        |
| 165345 -         | 2000 VF52              | 3 de novembre de 2000  | Socorro              | LINEAR        |
| 165346 -         | 2000 VH53              | 3 de novembre de 2000  | Socorro              | LINEAR        |
| 165347 Philplait | 2000 WG11              | 23 de novembre de 2000 | Junk Bond            | J. Medkeff    |
| 165348 -         | 2000 WO14              | 20 de novembre de 2000 | Socorro              | LINEAR        |
| 165349 -         | 2000 WL16              | 21 de novembre de 2000 | Socorro              | LINEAR        |
| 165350 -         | 2000 WW16              | 21 de novembre de 2000 | Socorro              | LINEAR        |
| 165351 -         | 2000 WY21              | 20 de novembre de 2000 | Socorro              | LINEAR        |
| 165352 -         | 2000 WQ26              | 25 de novembre de 2000 | Socorro              | LINEAR        |
| 165353 -         | 2000 WR48              | 21 de novembre de 2000 | Socorro              | LINEAR        |
| 165354 -         | 2000 WU48              | 21 de novembre de 2000 | Socorro              | LINEAR        |
| 165355 -         | 2000 WC58              | 21 de novembre de 2000 | Socorro              | LINEAR        |
| 165356 -         | 2000 WE69              | 19 de novembre de 2000 | Socorro              | LINEAR        |
| 165357 -         | 2000 WJ74              | 20 de novembre de 2000 | Socorro              | LINEAR        |
| 165358 -         | 2000 WV74              | 20 de novembre de 2000 | Socorro              | LINEAR        |
| 165359 -         | 2000 WS75              | 20 de novembre de 2000 | Socorro              | LINEAR        |
| 165360 -         | 2000 WA77              | 20 de novembre de 2000 | Socorro              | LINEAR        |
| 165361 -         | 2000 WZ87              | 20 de novembre de 2000 | Socorro              | LINEAR        |
| 165362 -         | 2000 WY90              | 21 de novembre de 2000 | Socorro              | LINEAR        |
| 165363 -         | 2000 WH91              | 21 de novembre de 2000 | Socorro              | LINEAR        |
| 165364 -         | 2000 WM96              | 21 de novembre de 2000 | Socorro              | LINEAR        |
| 165365 -         | 2000 WA102             | 26 de novembre de 2000 | Socorro              | LINEAR        |
| 165366 -         | 2000 WF104             | 27 de novembre de 2000 | Socorro              | LINEAR        |
| 165367 -         | 2000 WY104             | 25 de novembre de 2000 | Kitt Peak            | Spacewatch    |
| 165368 -         | 2000 WH105             | 27 de novembre de 2000 | Kitt Peak            | Spacewatch    |
| 165369 -         | 2000 WJ106             | 28 de novembre de 2000 | Haleakala            | NEAT          |
| 165370 -         | 2000 WW110             | 20 de novembre de 2000 | Socorro              | LINEAR        |
| 165371 -         | 2000 WZ110             | 20 de novembre de 2000 | Socorro              | LINEAR        |
| 165372 -         | 2000 WT111             | 20 de novembre de 2000 | Socorro              | LINEAR        |
| 165373 -         | 2000 WV111             | 20 de novembre de 2000 | Socorro              | LINEAR        |
| 165374 -         | 2000 WB114             | 20 de novembre de 2000 | Socorro              | LINEAR        |
| 165375 -         | 2000 WL119             | 20 de novembre de 2000 | Socorro              | LINEAR        |
| 165376 -         | 2000 WD120             | 20 de novembre de 2000 | Socorro              | LINEAR        |
| 165377 -         | 2000 WR136             | 20 de novembre de 2000 | Socorro              | LINEAR        |
| 165378 -         | 2000 WN139             | 21 de novembre de 2000 | Socorro              | LINEAR        |
| 165379 -         | 2000 WA144             | 21 de novembre de 2000 | Socorro              | LINEAR        |
| 165380 -         | 2000 WF146             | 23 de novembre de 2000 | Haleakala            | NEAT          |
| 165381 -         | 2000 WD156             | 30 de novembre de 2000 | Socorro              | LINEAR        |
| 165382 -         | 2000 WN156             | 30 de novembre de 2000 | Socorro              | LINEAR        |
| 165383 -         | 2000 WA173             | 25 de novembre de 2000 | Anderson Mesa        | LONEOS        |
| 165384 -         | 2000 WU175             | 26 de novembre de 2000 | Kitt Peak            | Spacewatch    |
| 165385 -         | 2000 WY176             | 27 de novembre de 2000 | Socorro              | LINEAR        |
| 165386 -         | 2000 WC178             | 28 de novembre de 2000 | Kitt Peak            | Spacewatch    |
| 165387 -         | 2000 WF187             | 18 de novembre de 2000 | Anderson Mesa        | LONEOS        |
| 165388 -         | 2000 WV187             | 16 de novembre de 2000 | Anderson Mesa        | LONEOS        |
| 165389 -         | 2000 WC188             | 16 de novembre de 2000 | Anderson Mesa        | LONEOS        |
| 165390 -         | 2000 XK2               | 1 de desembre de 2000  | Bohyunsan            | Bohyunsan     |
| 165391 -         | 2000 XB4               | 1 de desembre de 2000  | Socorro              | LINEAR        |
| 165392 -         | 2000 XT5               | 1 de desembre de 2000  | Socorro              | LINEAR        |
| 165393 -         | 2000 XY11              | 4 de desembre de 2000  | Socorro              | LINEAR        |
| 165394 -         | 2000 XC15              | 5 de desembre de 2000  | Socorro              | LINEAR        |
| 165395 -         | 2000 XN16              | 1 de desembre de 2000  | Socorro              | LINEAR        |
| 165396 -         | 2000 XX16              | 1 de desembre de 2000  | Socorro              | LINEAR        |
| 165397 -         | 2000 XN18              | 4 de desembre de 2000  | Socorro              | LINEAR        |
| 165398 -         | 2000 XE23              | 4 de desembre de 2000  | Socorro              | LINEAR        |
| 165399 -         | 2000 XK28              | 4 de desembre de 2000  | Socorro              | LINEAR        |
| 165400 -         | 2000 XK32              | 4 de desembre de 2000  | Socorro              | LINEAR        |